# Xenoleini
Los xenoleínos (Xenoleini) son una tribu de coleópteros crisomeloideos de la familia Cerambycidae.

## Géneros
Tiene los siguientes géneros:
- Hirtaeschopalaea Pic, 1925
- Paraxenolea Breuning, 1950
- Xenolea Thomson, 1864